# Малі Савки
Малі Савки (рос. Малые Савки) — присілок в Кіровському районі Калузької області Російської Федерації.
Населення становить 311 осіб. Входить до складу муніципального утворення Присілок Великі Савки.

## Історія
Від 2004 року входить до складу муніципального утворення Присілок Великі Савки.

## Населення
| 1994 | 2002 | 2010 |
| ---- | ---- | ---- |
| 394  | ↘310 | ↗311 |